# Kanton Pollitz

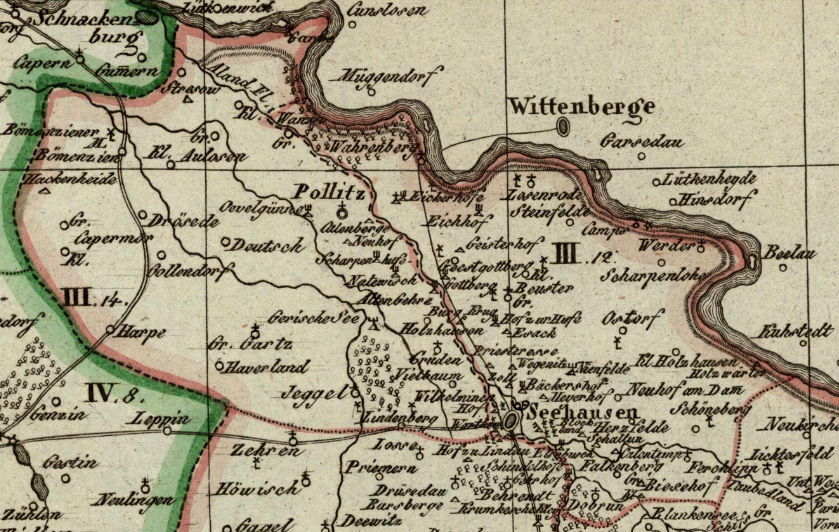
Kanton Pollitz im Distrikt Stendal des Departements der Elbe

Der Kanton Pollitz (auch Canton Pollitz) war eine Verwaltungseinheit im Königreich Westphalen. Er bestand von 1807 bis zur Auflösung des Königreichs im Jahre 1813 und gehörte nach der Verwaltungsgliederung zunächst zum Distrikt Salzwedel des Departements der Elbe. 1810 wurde der Distrikt Salzwedel im Departement der Elbe aufgelöst. Kanton Pollitz wurde dem Distrikt Stendal zugewiesen. Kantonshauptort war Pollitz, ein Ortsteil der Gemeinde Aland im heutigen Landkreis Stendal (Sachsen-Anhalt).

## Geschichte
Mit der Schaffung des Königreichs Westphalen per Dekret vom 18. August 1807 wurde noch 1807 eine Verwaltungsreform in den vorher preußischen Gebieten Altmark und dem Herzogtum Magdeburg vorgenommen, die bis zur formellen Konstitution des Königreichs Westphalen am 1. Dezember 1807 vollzogen war. Die Altmark und das Herzogtum Magdeburg sowie kleinere sächsische Gebiete, (Grafschaft Barby und Amt Gommern) bildeten das neu geschaffene Departement der Elbe, das in vier Distrikte (Magdeburg, Neuhaldensleben, Stendal und Salzwedel) gegliedert war. Der Distrikt Salzwedel zerfiel in 15 Kantone (cantons) darunter den Kanton Pollitz. Zum Kanton Pollitz gehörten (von der heutigen Schreibweise abweichende Originalschreibweisen sind kursiv):
- Pollitz mit den Weilern Kahlenberge (Calenberg), Scharpenhufe, Nattewisch (Natewisch) und den Häusern Oevelgünne (existiert nicht mehr; Lage:) und Neuhoff (nicht lokalisiert = Vorwerk Pollitz?)
- Krüden (Crüden) mit Groß Holzhausen (Groß-Holzhausen) und den Weilern Altengehre (existiert nicht mehr;Lage:) und Gerichsee (Gerschesee) (Lage:)
- Vielbaum mit Wilhelminenhof
- Lindenberg mit Jeggel (Jeggeln)
- Groß Garz (Groß-Garz) mit Haverland (Haferland) und Harpe
- Gollensdorf mit Drösede. Deutsch, Bömenzien (Böhmenzien), Groß-Capermohr (existiert nicht mehr; Lage:), Klein-Capermohr (Lage:) und dem Haus Hackenhaide (existiert nicht mehr; Lage:)
- Stresow (Stresau) (devastiert) mit Klein Aulosen (Klein-Aulosen) und Groß Aulosen (Groß-Aulosen)
- Groß Wanzer (Groß-Wanzer) mit Klein Wanzer (Klein-Wanzer)

Die Siedlungen gehörten zu den Seehausenschen und Arendseeischen Kreisen der markbrandenburgischen Altmark.
1808 hatte der Kanton Pollitz 3167 Einwohner. Hassel gibt für 1810 die Größe des Kantons mit 2,52 Quadratmeilen an. Nach seinen Angaben hatte der Kanton 1810 3249 Einwohner.
1810 wurde der Distrikt Salzwedel (im Departement der Elbe) aufgelöst. Im Norden wurden die Kantone Bretsche und Pollitz an den Distrikt Stendal abgegeben. Im Süden kamen die Kantone Mieste, Gardelegen (Stadt), Gardelegen (Land) und Zichtau an den Distrikt Neuhaldensleben.
Im Departement der Nieder-Elbe wurde aus Gebieten des annektierten Kurfürstentum Hannover und einigen schon bisher zum Königreich Westphalen gehörenden Gebieten ein neuer Distrikt Salzwedel geschaffen, der acht Kantone des aufgelösten alten Distrikts Salzwedel erhielt (Kanton Jübar, Kanton Kalbe, Kanton Groß Apenburg, Kanton Beetzendorf, Kanton Diesdorf, Stadtkanton Salzwedel, Landkanton Salzwedel und Kanton Arendsee) und im Nordwesten und Westen die neu gebildeten Kantone Quickborn, Gartow, Lüchow, Wittingen und Wustrow.
1811/12 war Maire des Kanton Pollitz, nun im Distrikt Stendal, Leopold Wilhelm von der Schulenburg zu Priemern. Der Kanton Pollitz wurde anscheinend um diese Zeit zusammen mit dem Kanton Bretsche verwaltet. Die beiden Kantone hatten zusammen 5774 Einwohner. Dagegen gibt der Hof- und Staatskalender für 1812 die Bevölkerung der beiden Kantone mit 6191 Einwohnern an.
Mit dem Zerfall des Königreich Westphalen nach der Völkerschlacht bei Leipzig im Oktober 1813 wurde die vorherige preußische Verwaltungsgliederung wieder hergestellt und die Kantone wieder aufgelöst. In der Kreisreform von 1816 kam das Gebiet des Kantons Pollitz zum neu geschaffenen Kreis Osterburg.